# Districte de Trashigang
El Districte de Trashigang, és un dels 20 districtes que forma el regne de Bhutan.

## Característiques

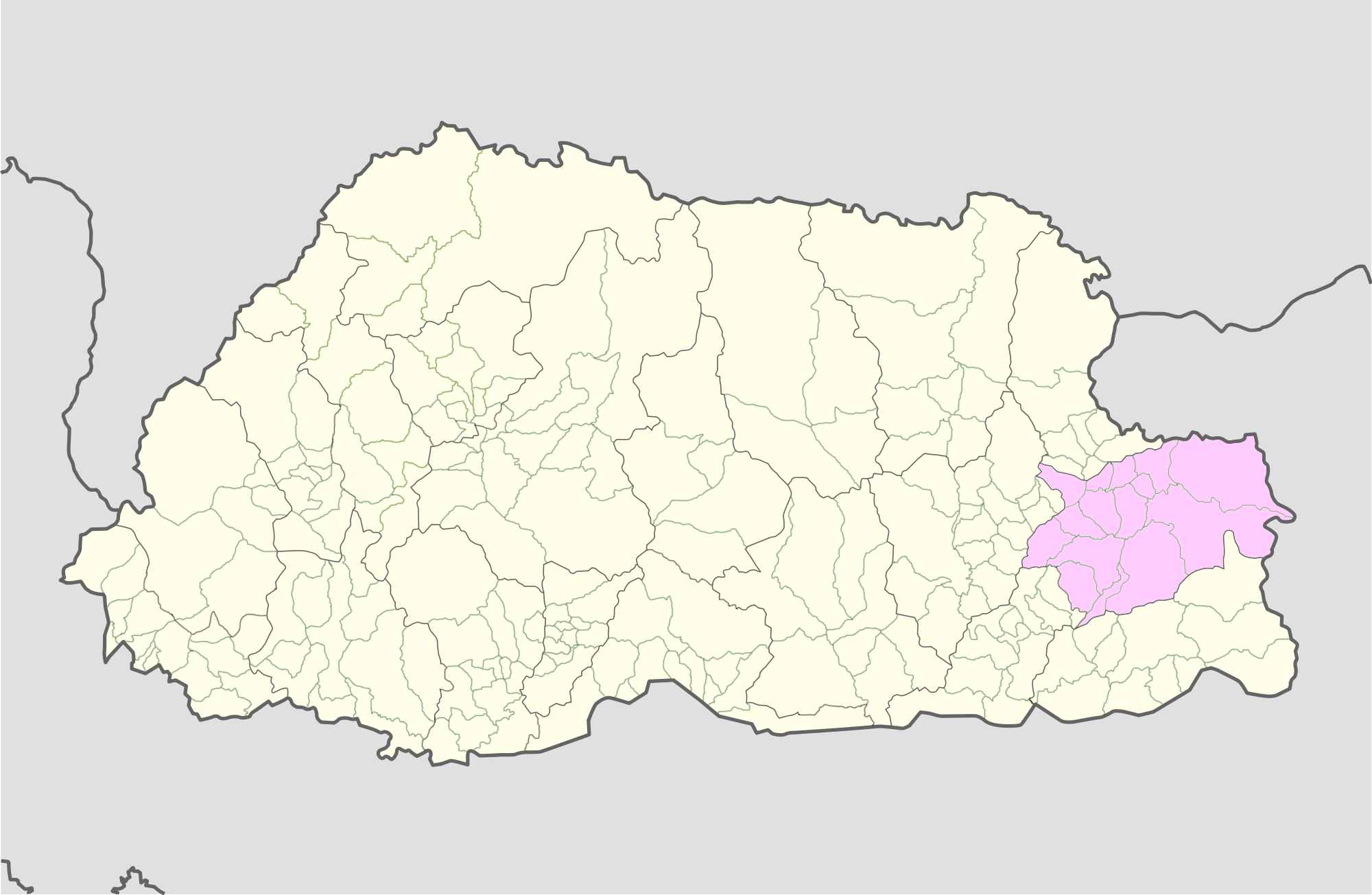
Localització del districte de Trashigang

Està situat a l'extrem est de país i és un dels més extensos del país, amb 3.066 km² i on gairebé el 80% de la seva superfície està coberta per boscos. Limita amb el districte de Mongar a l'oest, els districtes de Samdrup Jongkhar i Pemagatshel pel sud, el districte de Trashiyangtse pel nord i amb l'estat indi d'Arunachal Pradesh per l'est. Té una població de 45.518 habitants (2017) dels quals 3.037 viuen a la seva capital, Trashigang.
Administrativament, el districte està format per 15 municipis (anomenats gewogs): Bartsham, Bidoong, Kanglung, Kangpar, Khaling, Lumang, Merak, Phongmed, Radhi, Sagteng, Samkhar, Shongphu, Thrimshing, Udzorong i Yangnyer, que a la vegada està format per 79 petites poblacions. La població que es troba a menys altitud és Deno, a 550 metres i la que es troba a més altitud és Merak, a 4.600 metres.
L'altitud de la regió oscil·la entre els 550 i els 4.600 metres sobre el nivell del mar. El riu Dangmechu és un dels més importants del país i travessa el districte. El seu clima és temperat, amb precipitacions anuals que oscil·len entre els 1.000 i els 2.000 mm.

## Història

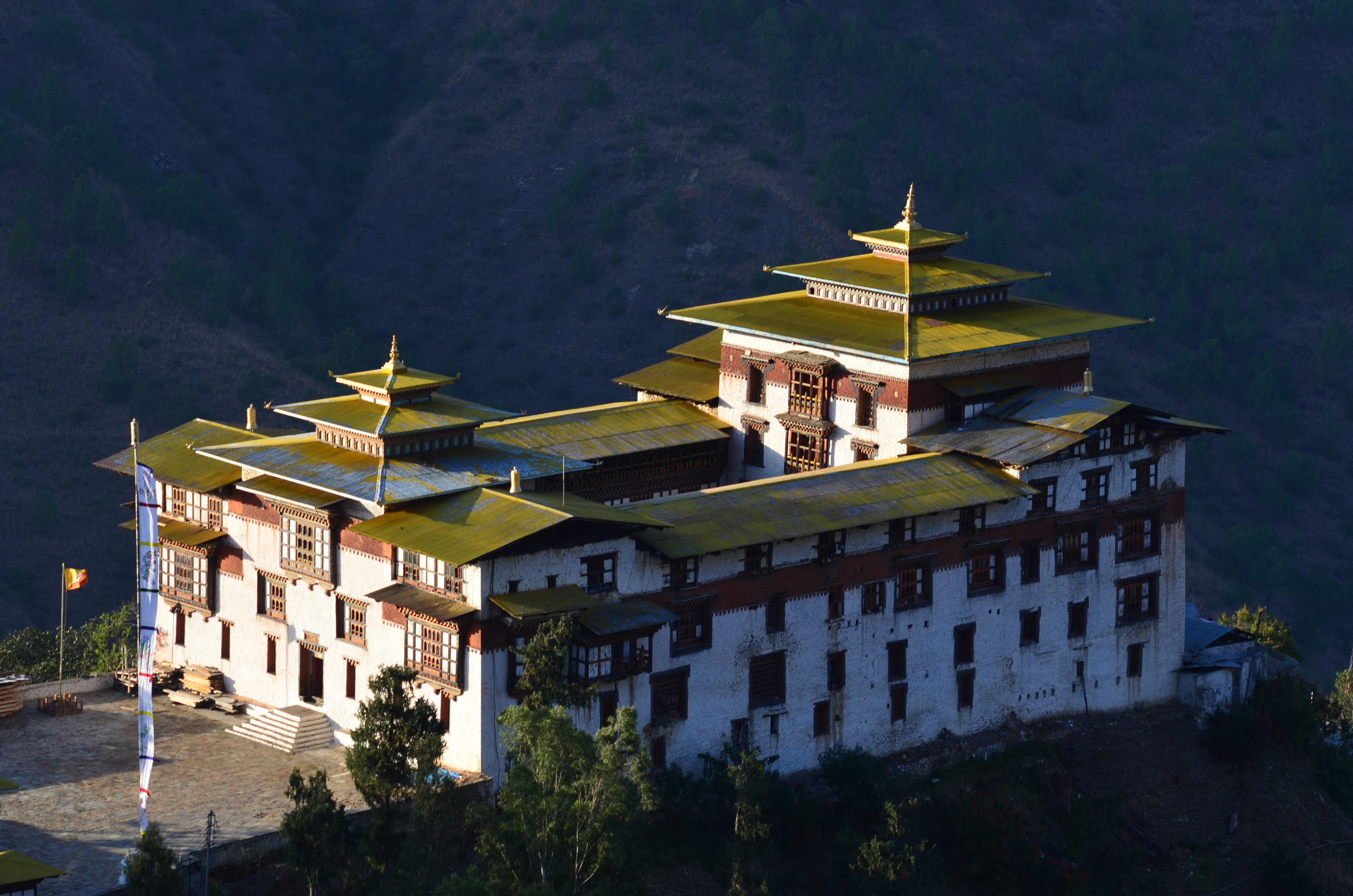
Dzong de Trashigang

El dzong de Trashigang es va construir l'any 1659. Va ser profetitzada per Zhabdrung Ngawang Namgyal, el qual va ordenar la seva construcció al governador de Trongsa Chhogyal Minjur Tampa, per tal de fer front als cacics locals. La fortalesa es troba a la part alta d'uns penya-segats que el voregen per tres costats i amb vistes al riu Dangmechu.
Posteriorment, el dzong va ser ampliat per Gyalsey Tenzin Rabgye entre els anys 1680 i 1694 i també l'any 1936 per Dzongpon Dopola. Va ser consagrat i batejat com a Trashigang per Dudjom Jigdral Yeshe Dorje.
L'any 1962, durant la guerra sino-india, Bhutan va permetre als soldats indis que tornaven a casa passar per l'est del país. Tot i això, havien de deixar les seves armes a l'armeria el dzong i acabar de travessar desarmats el país. Les armes dipositades per l'exèrcit indi encara es troben dins del dzong.

## Natura

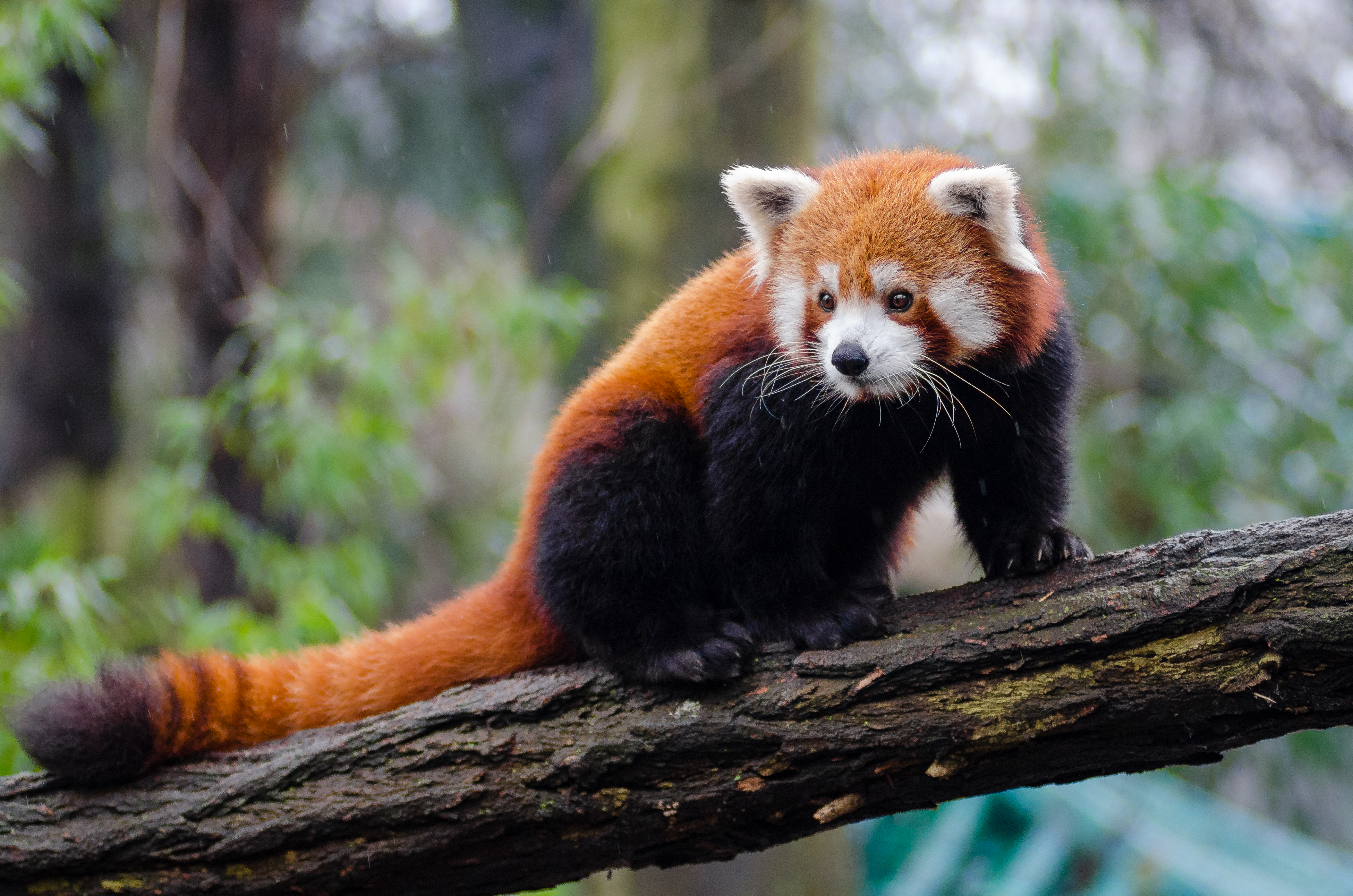
Panda vermell

Dins del districte hi trobem el Santuari de fauna salvatge de Sakteng. Té una superfície de 740 km² i cobreix gran part del districte de Trashigang i una part del districte de Samdrup Jongkhar. Està connectat al Santuari de Fauna de Khaling a través d'un passadís biològic.
Dins de la reserva hi trobem gran varietat d'ecosistemes que van des dels 1.700 fins als 4.100 metres d'altitud, incloent-hi boscos alpins, boscos temperats i boscos càlids de fulla ampla. Aquest santuari se'l coneix com el "paradís dels rododendres" a causa de la gran varietat d'espècies d'aquesta planta. També hi podem trobar més de 200 espècies d'arbres, incloent-hi herbes, arbustos i arbres petits. Inclou gran varietat d'espècies animals amenaçades i en perill d'extinció com el panda vermell, el lleopard o l'os negre de l'Himàlaia. En total hi trobem una vintena d'espècies de mamífers i 147 espècies d'aus.